# Poa arachnifera
Poa arachnifera, llamada comúnmente pasto azul de Texas, es una especie de gramínea.

## Hibridación con el pasto azul de Kentucky
En los 1990s, se comienza a experimentar con la producción de híbridos entre esta especie y  Poa pratensis para obtener un pasto resistente a la sequía.  El primer híbrido obtenido se comercializa como "pasto azul tolerante al calor,", ya en este siglo XXI.  
Ejemplos de cultivares comerciales, en 2007, son:
- Thermal Blue (Cía. Scotts)
- Solar Green (Cía. Scotts)
- Fahrenheit 90

## Taxonomía
Poa arachnifera fue descrita por (L.) Torr. y publicado en Exploration of the Red River of Louisiana 301. 1853.
Sinonimia
- Poa arachnifera var. glabrata Vasey
- Poa densiflora Buckley
- Poa glabrescens Nash[2]